# Club América
Club de Fútbol América – meksykański klub piłkarski z siedzibą w stołecznym mieście Meksyk. Występuje w rozgrywkach Liga MX. Domowe mecze rozgrywa na obiekcie Estadio Azteca.
Największym rywalem Amériki jest Chivas Guadalajara, a mecze z udziałem tych dwóch klubów, zwane Clásico Nacional, traktowane są jak narodowe derby.
Klub ma także liczne sukcesy na arenie międzynarodowej, a jako siedmiokrotny triumfator w Lidze Mistrzów CONCACAF zajmuje pierwsze miejsce w historii tego turnieju. Szczególnie cenne były dwa zwycięstwa w Copa Interamericana, gdyż aby zdobyć to trofeum trzeba było pokonać zdobywcę Copa Libertadores. W tym ostatnim pucharze América trzykrotnie dotarła do półfinału (w roku 2000, 2002 i 2008).
Kremowo-niebieskie barwy klubu nie zmieniły się od momentu założenia. Maskotką drużyny jest orzeł, a jeden z tych ptaków jest wypuszczany by latał wokół stadionu przed ważnymi meczami.

## Osiągnięcia

### Krajowe
- Liga MX

| zwycięstwo (16):     | 1966, 1971, 1976, 1984, 1985, 1985 (P), 1988, 1989, 2002 (V), 2005 (C), 2013 (C), 2014 (A), 2018 (A), 2023 (A), 2024 (C), 2024 (A) |
| drugie miejsce (11): | 1960, 1962, 1964, 1967, 1972, 1991, 2007 (C), 2013 (A), 2016 (A), 2019 (A), 2025 (C)                                               |

- Copa MX

| zwycięstwo (6):     | 1954, 1955, 1964, 1965, 1974, 2019 (C) |
| drugie miejsce (3): | 1945, 1976, 1991                       |

- Campeón de Campeones

| zwycięstwo (6):     | 1955, 1976, 1988, 1989, 2005, 2019             |
| drugie miejsce (8): | 1954, 1964, 1965, 1966, 1971, 1974, 2015, 2025 |

- Supercopa de la Liga MX

| zwycięstwo (1):     | 2024 |
| drugie miejsce (0): | –    |

- Supercopa MX

| zwycięstwo (0):     | –    |
| drugie miejsce (1): | 2017 |

- InterLiga

| zwycięstwo (1):     | 2008       |
| drugie miejsce (2): | 2004, 2007 |

### Międzynarodowe
- Puchar Mistrzów CONCACAF

| zwycięstwo (7):     | 1977, 1987, 1990, 1992, 2006, 2015, 2016 |
| drugie miejsce (1): | 2021                                     |

- Puchar Gigantów CONCACAF

| zwycięstwo (1):     | 2001 |
| drugie miejsce (0): | –    |

- Campeones Cup

| zwycięstwo (1):     | 2024 |
| drugie miejsce (0): | –    |

- Copa Interamericana

| zwycięstwo (2):     | 1977, 1990 |
| drugie miejsce (0): | –          |

- Copa Sudamericana

| zwycięstwo (0):     | –    |
| drugie miejsce (1): | 2007 |

- Klubowe Mistrzostwa Świata

| czwarte miejsce (2): | 2006, 2016 |
| piąte miejsce (1):   | 2015       |

## Historia

### Założenie klubu
W roku 1916 dwaj uczniowie jezuickiego kolegium, Rafael Garza Gutiérrez i Germán Nuñez Cortina, wraz z jedenastoma swoimi kolegami spotkali się w domu ciotki Germána Cortiny położonym w należącej do miasta Meksyk kolonii zwanej Santa Maria la Ribera, gdzie utworzyli klub pod nazwą Record. W pobliżu jezuickiego kolegium w Mascarones znajdowało się inne kolegium o nazwie La Perpetua. Grupa tamtejszych piłkarzy, której przewodniczył Eusebio Cenoz, miała drużynę o nazwie Colón. Głównym problemem, z jakim się borykali, były kłopoty z zebraniem na mecz 11 graczy. To skłoniło ich do poszukania innej drużyny, z którą mogliby się połączyć.
Piłkarze drużyn Colón i Record spotkali się 12 października 1916 roku by połączyć się i utworzyć nową drużynę. Rozważono wiele różnych propozycji co do nazwy i w końcu przyjęto pomysł Pedro „Cheto” Quintanilli, by nowy klub nazywał się América. Powodem przyjęcia tej nazwy była data założenia klubu, która wypadła akurat w rocznicę odkrycia Ameryki przez Kolumba (Dia de las Americas). Wkrótce po uzgodnieniu nazwy klubu opracowano projekt klubowego herbu w postaci mapy obu Ameryk z literami C i A po obu stronach oznaczającymi Club América. Po utworzeniu klubowego logo zapadła decyzja o klubowych barwach. Rafael Garza Gutiérrez miał tego dnia marynarskie spodnie swego ojca i żółtą koszulę i to zdecydowało, że barwy błękitno-żółte stały się barwami klubowymi. Od początku swych narodzin América stała się jednym z dwóch najbardziej popularnych klubów w całym Meksyku. Tym drugim był najgroźniejszy i najbardziej znienawidzony ze wszystkich rywali – Chivas Guadalajara.

### Era amatorska

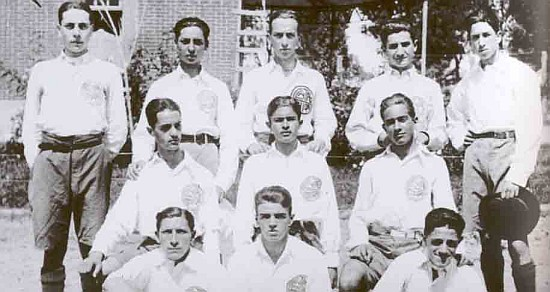
Piłkarze Amériki (wówczas pod nazwą Unión) w 1918 roku

Jeszcze w 1916 roku nowo powstały klub América podjął próbę zakwalifikowania się do ligi meksykańskiej (Liga Mexicana de Aficionados de Futbol Asociacion). W tym czasie w lidze grały już takie kluby jak Necaxa, Atlante, Real España, Germania i Asturias. Warunkiem przyjęcia nowego klubu do ligi było przejście próby w postaci trzech meczów z których nie można było przegrać ani jednego. Pierwszym przeciwnikiem był klub Germania, którego udało się pokonać. Następny w kolejności był klub España z którym América zremisowała, skutkiem czego została przyjęta do ligi. Pierwszy sezon nie był zbyt udany, ale klubowi udało się stworzyć własną bazę kibiców, gdyż w tym czasie América była jedynym w pełni meksykańskim klubem w stolicy Meksyku.

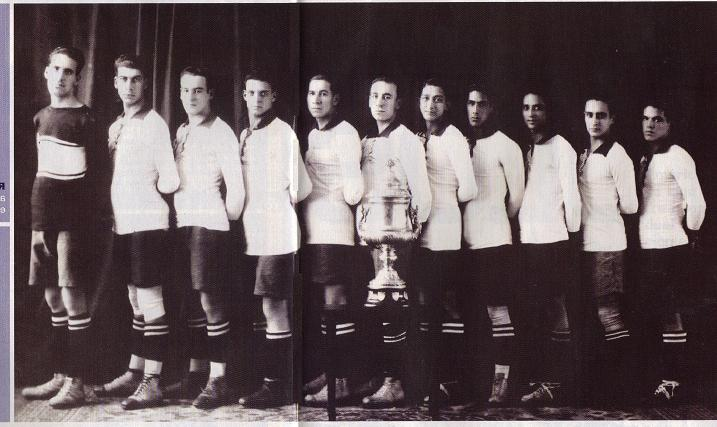
Mistrzowska drużyna Amériki z 1925 roku

W 1918 roku klub zmienił nazwę na Unión, ale na krótko, gdyż w już w 1920 roku wrócił do nazwy América. Od roku 1925 do 1928 América cztery razy z rzędu sięgnęła po tytuł mistrza Meksyku, ściągając na swoje mecze ogromne rzesze kibiców. W roku 1926 América została pierwszym meksykańskim klubem, który rozegrał mecz poza granicami Meksyku. Obok rozszerzania swoich horyzontów América wspólnie z klubem Atlante złożyła petycję w sprawie zmniejszenia liczby zagranicznych piłkarzy w lidze. Wkrótce potem w 1928 roku utworzono federację piłkarską pod nazwą Federación Mexicana de Fútbol Asociación (lub w skrócie FEMEXFUT), a jeden z założycieli klubu América, Rafael Garza Gutiérrez, został trenerem narodowej reprezentacji Meksyku. Większość meksykańskich piłkarzy grających podczas Igrzysk Olimpijskich w 1928 roku oraz podczas mistrzostw świata w 1930 roku było graczami klubu América.

### Era zawodowa
Az do 1942 roku w Meksyku nie było ogólnonarodowej ligi, a jedynie ligi regionalne. W latach 1942–1943 utworzono pierwszą ogólnonarodową ligę nazwaną Liga Mayor (czyli Główna Liga). Przed rokiem 1942 za mistrzów Meksyku uznaje się mistrzów najsilniejszej z lig regionalnych, czyli ligi miasta Meksyk. W momencie narodzin ogólnomeksykańskiej ligi klub América przeżywał poważny kryzys i nie przypominał zespołu z lat 20. i początku 30. Zaawansowani wiekowo gracze i brak środków finansowych sprawiły, że w początkach futbolu zawodowego América stanęła w szeregu najsłabszych klubów ligi.
W latach 1954 i 1955 América zdobyła puchar Meksyku. W 1956 roku klub wykupił producent napojów bezalkoholowych Isaac Bessudo, licząc na to, że na bazie niedawnych sukcesów uda mu się zbudować silna drużynę. Gdy to się nie udało, sprzedał klub 22 lipca 1959 roku. Nabywcą był Emilio Azcárraga Milmo, właściciel koncernu telewizyjnego Telesistema Mexicano, dziś znanego pod nazwą Televisa.
Wkrótce klub zaczął wydawać ogromne sumy na sprowadzanie zagranicznych talentów, co niezbyt podobało się kibicom klubu. Emilio Azcárraga zatrudnił najlepszych w Meksyku futbolowych fachowców – Guillermo Cañedo na stanowisku prezesa klubu i Ignacio Trellesa jako trenera drużyny. W tym okresie Emilio Azcárraga całkowicie zrewolucjonizował grę w Meksyku, budując potęgę klubu na szkoleniu młodzieży, rozwoju piłkarzy i infrastruktury oraz na handlu. Sukcesy krajowe i międzynarodowe przyczyniały się do wzrostu potęgi finansowej klubu. Za panowania Azcarragi klub zdobył aż 10 tytułów mistrza Meksyku, pierwszy w sezonie 1965/66. W latach 70. zmieniony został format rozgrywek ligi meksykańskiej. Poprzednio grano w systemie podobnym do europejskiego – czyli każdy z każdym i pierwszy zespół w tabeli końcowej zostawał mistrzem. Nowa formuła polegała na podzieleniu sezonu na dwa etapy – pierwszy grupowy i drugi pucharowy. W sezonie 1970/71 América dotarła do finału i po pokonaniu klubu Deportivo Toluca 2:0 została pierwszym mistrzem ligi rozgrywanej według nowej formuły. Następne mistrzostwo udało się zdobyć w sezonie 1975/76, kiedy to w finale América rozgromiła Universidad de Guadalajara aż 4:0. Sukcesy z lat 70. to w większej części zasługa takich graczy jak Enrique Borja, w przyszłości trener zespołu, oraz Carlos Reinoso, chilijski rozgrywający uważany za najlepszego gracza jaki kiedykolwiek przywdziewał koszulkę klubu América.

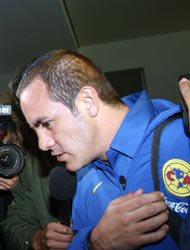
Cuauhtémoc Blanco, symbol Amériki na przełomie XX i XXI wieku.

Na kolejny tytuł przyszło czekać kibicom klubu aż 8 lat. Cierpliwość kibiców wynagrodzona została z nawiązką, kiedy to nadszedł wielki moment w historii zespołu Orłów, gdy w finale sezonu 1983/1984 pokonali swych najbardziej nielubianych rywali – Chivas Guadalajara 5:3. Zdobyty tytuł wzmocnił psychicznie drużynę, która swoją grą całkowicie zdominowała lata 80. w meksykańskim futbolu. Piłkarze klubu América pokonali 3:1 drużynę UNAM Pumas, w finale mistrzostw Prode 1985 pokonali 5:4 Tampico Madero, a w sezonie 1987/1988 ponownie wykazali swą wyższość nad UNAM Pumas, wygrywając tym razem w stosunku 4:2. Na koniec tej świetnej dekady, w sezonie 1988/1989, pokonali Cruz Azul 5:4. W roku 1991 América sprawiła wielką sensację pokonując zdobywcę Copa Libertadores 1990, klub Olimpia (po remisie 1:1 na wyjeździe, zwycięstwo u siebie 2:1) i sięgając po Copa Interamericana za rok 1990 (choć mecze rozegrano dopiero w październiku 1991 roku).
Lata 90. byłyby dekadą, o której kibice powinni jak najszybciej zapomnieć, gdyby nie zdobycie Pucharu Mistrzów CONCACAF w 1992 roku. Pomimo ogromnych środków finansowych wydanych przez firmę Televisa na sprowadzenie piłkarzy z Ameryki Południowej, a nawet z Europy czy Afryki klub nie odnosił sukcesów. Jedynym jasnym punktem w tym miernym dziesięcioleciu było pojawienie się młodych gwiazd będących wychowankami klubu jak Cuauhtémoc Blanco i Germán Villa, dających klubowi nadzieję na przyszłe sukcesy.
Początek milenium przyniósł w roku 2001 zwycięstwo Pucharze Gigantów CONCACAF, a pierwsze od 13 lat mistrzostwo Meksyku w roku 2002 dało kibicom nadzieję, że klub jest na najlepszej drodze do odzyskania swej dawnej pozycji. Nadzieje te potwierdziło mistrzostwo Meksyku zdobyte w roku 2005. Szczególnie wielkim sukcesem klubu kierowanego obecnie przez wnuka Azcárragi, Emilio Azcárragi Jeana, było dwukrotne osiągnięcie półfinału Copa Libertadores.

## Aktualny skład
Stan na 15 marca 2025.
| Nr | Poz. | Piłkarz             |
| -- | ---- | ------------------- |
| 1  | BR   | Luis Malagón        |
| 3  | OB   | Israel Reyes        |
| 4  | OB   | Sebastián Cáceres   |
| 5  | OB   | Kevin Álvarez       |
| 6  | PO   | Jonathan dos Santos |
| 7  | NA   | Brian Rodríguez     |
| 8  | PO   | Álvaro Fidalgo      |
| 10 | PO   | Diego Valdés        |
| 11 | NA   | Víctor Dávila       |
| 12 | BR   | Jonathan Estrada    |
| 13 | PO   | Alan Cervantes      |
| 14 | OB   | Néstor Araujo       |
| 17 | NA   | Álex Zendejas       |

| Nr | Poz. | Piłkarz                |
| -- | ---- | ---------------------- |
| 18 | OB   | Cristian Calderón      |
| 21 | NA   | Henry Martín (kapitan) |
| 24 | NA   | Javairô Dilrosun       |
| 26 | OB   | Cristián Borja         |
| 27 | NA   | Rodrigo Aguirre        |
| 28 | PO   | Érick Sánchez          |
| 29 | OB   | Ramón Juárez           |
| 30 | BR   | Rodolfo Cota           |
| 31 | OB   | Igor Lichnovsky        |
| 32 | OB   | Miguel Vázquez         |
| 34 | PO   | Dagoberto Espinoza     |
| 35 | NA   | Esteban Lozano         |